# هونفوس
هونفوس (بالنرويجية: Hønefoss) هي مدينة في مقاطعة بوسكيرود، النرويج ، والمركز الإداري لبلدية رينغريكه. ترجع تسميتها إلى شلال على نهر البنجا.

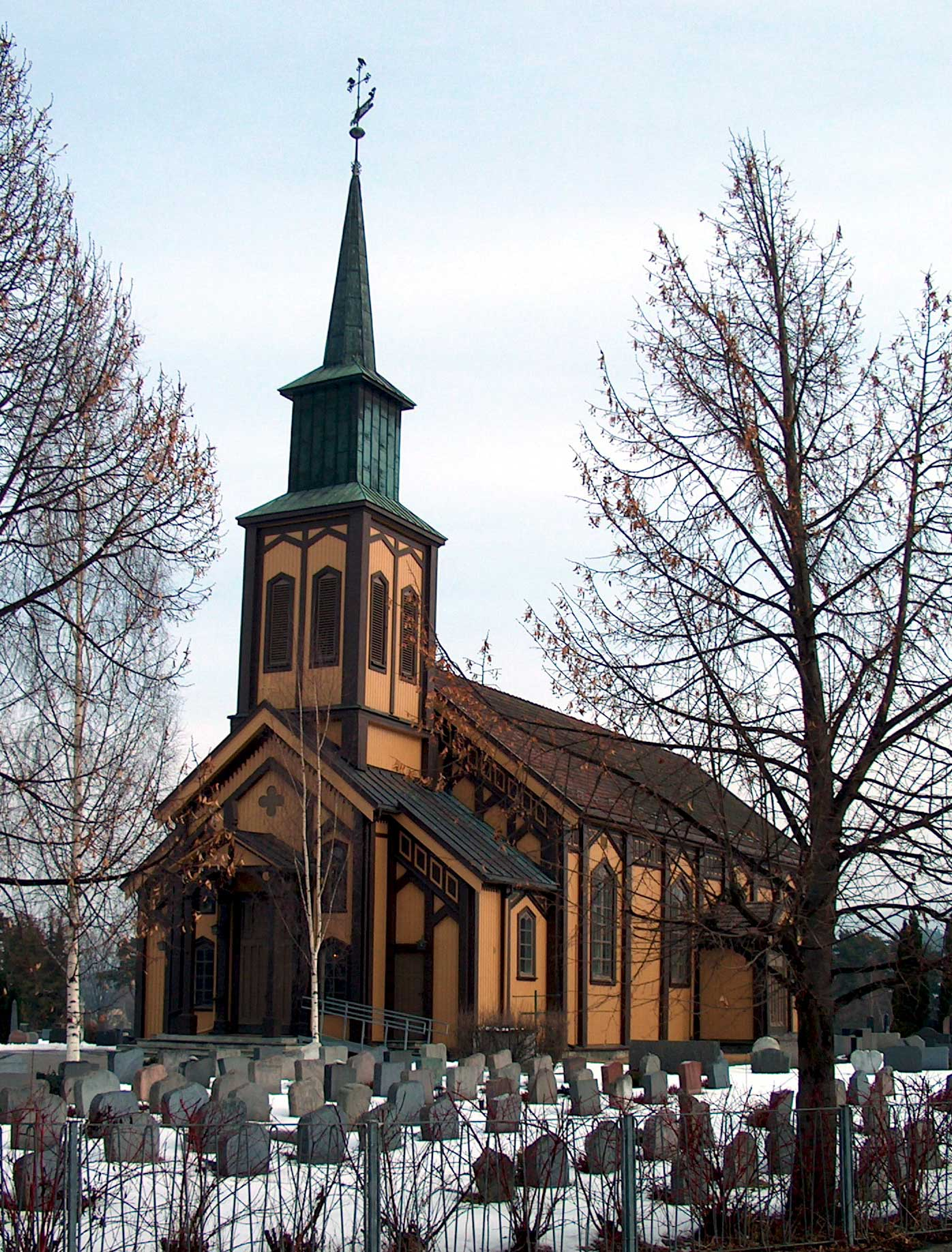
كنيسة هونفوس عام 2005

تقع هونفوس على بعد 63 كيلومترا (برّاً) شمال غرب العاصمة النرويجية أوسلو. حصلت هونفوس على تصنيف مدينة في عام 1852، وفي عام 1964 لم تعد هونفوس بلدية منفصلة وأصبحت جزءا من رينغريكه. وصل تعداد سكانها 14,177 نسمة اعتبارا من 1 يناير 2008.

## الاقتصاد
تعتبر هونفوس مركزا صناعيا مهما حيث تحتوي على العديد من المصانع والصناعات. اشتهرت بمصنعها للورق الذي افتُتح عام 1873 وكان يعد واحدا من أكبر منتجي أوراق الصُّحف في أوروبا. أغلق المصنع عام 2012.

## الثقافة
يقع متحف رينغريكه في منزل القس السابق لبلدية نوردهوف. ويُعرف بمجموعة مميزة من أحجار الرون ذات النقوش وكذلك المتعلقات الخاصة للكاتب النرويجي المعروف يورغن مو، الذي اشتهر بكتابة القصص الخيالية الشعبية النرويجية (Norske Folkeeventyr) بالتعاون مع بيتر أسبيورنسن. تضم المدينة أيضا أحد فروع الحرم الجامعي لجامعة جنوب شرق النرويج.

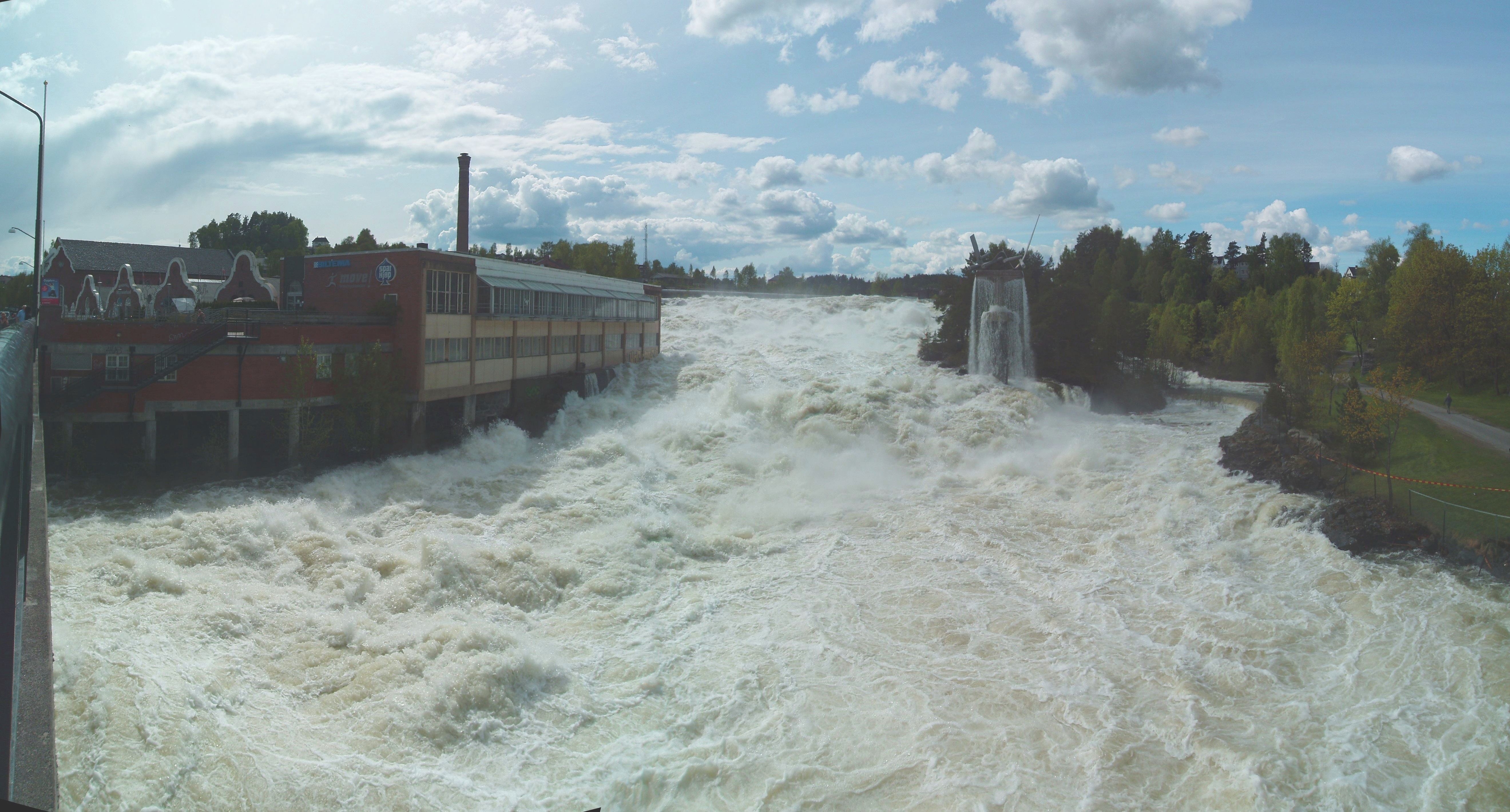
شلال في وسط المدينة خلال فيضانات الربيع 2013

## أعلام
- هيلغا هيلجيسين
- أندرس ياكوبسن
- اريك هاجن
- أيلرت داهل
- جوناس ماكدونل
- أولوف ياكوبسن